# Madrid-Chamartín-Clara Campoamor
Estación de Chamartín (fullständigt namn La Estación de ferrocarril de Madrid-Chamartín) är en järnvägsstation i Chamartíndistriktet, i norra delen av Madrid, Spanien. Den förbinder Madrid med den nordvästra kvadranten av den Iberiska halvön, från Salamanca till Irún, genom de tre huvudjärnvägslinjerna som börjar vid Chamartín: Imperiebanan (Línea Imperial) eller Nordbanan (Línea General del Norte) (Madrid-Ávila-Valladolid-Burgos-Miranda de Ebro-Vitoria-San Sebastián-Irún), direktbanan mellan Madrid och Burgos (Directo de Burgos) och den nya banan mellan Madrid och Valladolid (L.A.V. Madrid-Valladolid).
Stationen har också trafik mot nordöst (Media Distancia Renfe och Tren Estrella) med pendeltågstrafik runt Madrid och mot söder (Media Distancia, Altariatågen och Talgotågen) tack vare tunneln som ger förbindelse med Atochastationen. Dessa tåg använder spårvidden (1668 mm, även kallad Ancho Iberico, det vill säga den iberiska spårvidden), vilken är den traditionella spårvidden för RENFE.